# Ouverture pour une fête académique

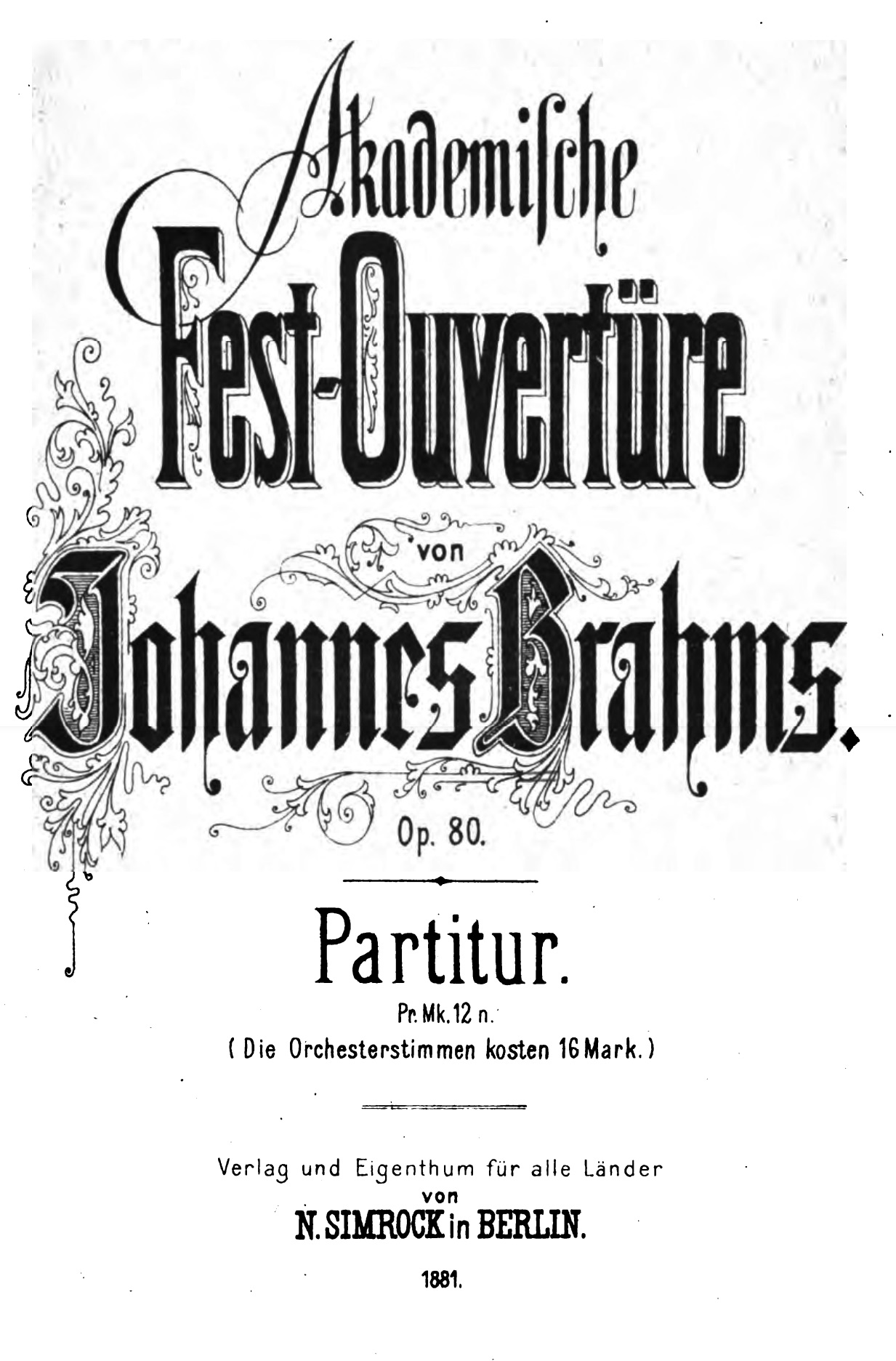
Première de la partition de 1881 de l'Ouverture pour une fête académique.

L'Ouverture pour une fête académique, ou plus exactement Ouverture académique de fête (Akademische Festouvertüre) op. 80 de Johannes Brahms a été écrite durant l'été 1880, un an avant sa Troisième symphonie. Elle est contemporaine de l'Ouverture tragique, qui en est le pendant.
Cette ouverture a été composée en remerciement pour sa nomination en tant que docteur honoris causa à l'université de Breslau. Dans un premier temps, Brahms se contenta d'ailleurs d'une simple note manuscrite mais son ami le violoniste Joseph Joachim lui fit comprendre que cela ne saurait suffire. Il écrivit donc la partition de cette ouverture. Il s'agit en fait d'un pot-pourri constitué de chansons à boire estudiantines : « Wir hatten gebauet ein stattliches Haus », « Fuchslieds » et de l'hymne étudiant « Gaudeamus igitur », transcrites pour grand orchestre symphonique dans une tradition restant toutefois profondément classique.
La première eut lieu le 4 janvier 1881 à Breslau sous la direction de l'auteur.
L'exécution dure habituellement un peu plus de 10 minutes.